# Песинунт
Песинунт, също Песинт или Песинус (на гръцки: Πεσσινούς or Πισσινούς; на латински: Pessinus), е древен град във Фригия (Мала Азия). Днес там е разположено село Балъхисар (Ballıhisar), на 13 км от град Сиврихисар (Sivrihisar), вилает Ескишехир, Турция.
Смята се за мястото, където възниква анатолийският култ към Кибела. В нейното светилище се намирал черен метеорит, който през 205 - 204 пр.н.е. е пренесен в Рим със съгласието на пергамския цар Атал I от Сервий Сулпиций Галба.
Според легендата там е построен първият храм на цар Мидас (8 век пр.н.е.).
На един от склоновете на акропола, близо до гробницата на цар Мидас била и първата леярна за желязо в света подарена на царя от майка му.